# A vasút (Manet-kép)
A vasút (Le Chemin de fer) Édouard Manet festménye, amely a washingtoni National Gallery of Art gyűjteményének része.
A festmény 1873-ban készült Párizs legforgalmasabb vasútállomása, a Gare Saint-Lazare előtt. A pályaudvar alig-alig látszik a mozdonyok füstjében-gőzében, inkább csak sejteni lehet a háttérben. A vasút kedvelt témája volt az impresszionista festőknek, mivel megtestesítette az őket izgató kortárs élet gyors változását. Manet barátja, Claude Monet 1877-ben tizenkét képet szentelt a Gare Saint-Lazare-nak.
Manet zsánerképén a pályaudvari élet csak a hátterét adja a fiatal nőnek és a vonatokat a rácson keresztül figyelő kislánynak. A sötét ruhás, ölében kutyakölyköt tartó nő Victorine Meurent, Manet kedvenc modellje, aki az Olympia és a Reggeli a szabadban című festményein is látható. A rácson benéző gyerek egyik festőbarátjának kislánya volt.
Manet 1874-ben négy képet küldött be a Salonra, közülük kettőt, A vasútat és egy vízfestményt elfogadott a bírálóbizottság. A kritikák kifogásolták a kép befejezetlen jellegét és a pályaudvar kidolgozatlanságát.
A festmény első tulajdonosa Jean-Baptiste Faure volt, majd 1881 körül Paul Durand-Ruel cége vásárolta meg az alkotást. 1898-ban Henry Osborne Havemeyer és felesége vette meg a képet, tőlük fiuk, Horace Havemeyer örökölte, akitől a National Gallery of Art kapta meg.